# Малая Андреевка (станция)
Малая Андреевка — железнодорожная станция в муниципальном образовании Ефремов Тульской области Московской железной дороги.
По станции следуют электрички.